# 天主教那不勒斯总教区
天主教那不勒斯總教區（拉丁語：Archidioecesis Neapolitana）是羅馬天主教在意大利南部設立的一個歷史悠久的總教區，主教座堂設在那不勒斯。
那不勒斯教區成立於公元1世紀，公元10世紀由教區升格為總教區。已經有2位那不勒斯總主教被選為教宗：保祿四世和諾森十二世。

## 現況
2007年，在當地1,734,000人口中，有教友1,726,000人，佔轄區總人口99.5%、287個堂區、1,066名司鐸、234名執事、786名修士、2,300名修女。現任總主教克萊申基奧·塞佩樞機。

### 教堂

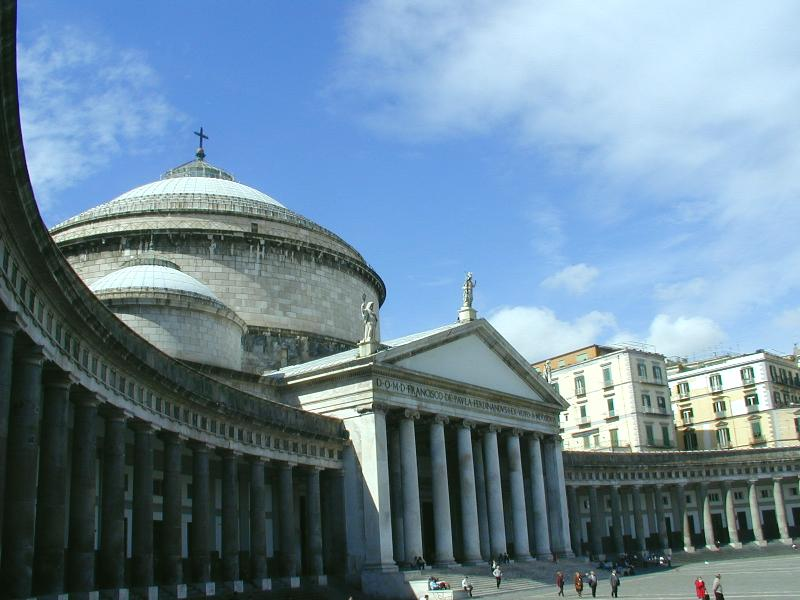
平民表決廣場上的保羅聖芳濟教堂

- 那不勒斯主教座堂
- 保羅聖芳濟教堂

## 附屬教區
附屬教區有11個教區和1個自治監督區，它們包括：卡普阿總教區、索倫托-斯塔比亞海堡總教區、阿切拉教區、阿利費-卡亞佐教區、阿韋爾薩教區、卡塞塔教區、伊斯基亞教區、波佐利教區、諾拉教區、塞薩奧倫卡教區、泰亞諾-卡爾維教區及龐貝自治監督區。